# 문창공 영정
문창공 영정(文昌公 影幀)은 대한민국 대구광역시 동구에 있는 조선시대의 초상화이다. 1990년 12월 15일 대구광역시의 문화재자료 제25호로 지정되었다.

## 개요
신라의 학자인 고운 최치원(857∼?) 선생의 초상화이다.
최치원은 6두품 출신으로, 12세 때 당나라에 유학을 가 18세 때 빈공과에 합격하였으며, 879년 당나라의 황소의 난 때 『토황소격문』을 지어 그의 문장력을 세상에 알리었다. 유교·불교·도교에 조예가 깊었고 문장력이 뛰어났으며, 이후 ‘문창공’에 봉해졌다.
선생의 초상화는 지리산 쌍계사본과 가야산 해인사본이 있는데, 이 그림은 조선 철종 11년(1860) 경에 해인사본을 옮겨 그린 것으로 추측된다. 신선세계를 배경으로 오른쪽을 바라보고 있는 모습이며, 비단 위에 9가지 색을 이용하여 짙게 채색하였다.
최치원 선생을 신선으로 대하는 민간인들의 입장에서 그린 신선도 형식의 민화풍 초상화로, 커다란 의미를 지니고 있는 작품이다.

## 같이 보기
- 최치원

## 참고 문헌
- 문창공영정 - 국가유산청 국가유산포털